# Sean Carroll
Sean Michael Carroll (5 ottobre 1966) è un astrofisico e ricercatore statunitense.

## Biografia
Carroll è un cosmologo e professore di fisica specializzato in energia oscura e relatività generale. È un ricercatore al dipartimento di fisica al California Institute of Technology. Cura il blog Preposterous Universe ed è stato contributore al blog di fisica Cosmic Variance e ha pubblicato in riviste come Nature, Seed, Sky & Telescope e New Scientist.
È apparso nei programmi televisivi The Universe, Through the Wormhole con Morgan Freeman, e The Colbert Report. Carroll è autore di Spacetime And Geometry, testo sulla teoria della relatività generale, e ha inoltre registrato lezioni per The Great Courses su cosmologia, fisica del tempo e il bosone di Higgs. È inoltre autore di due libri popolari: uno sulla linea del tempo chiamato From Eternity to Here e uno sul bosone di Higgs chiamato The Particle at the End of the Universe.

## Opinioni religiose
Carroll dichiara apertamente il suo ateismo, sostenendo che il pensiero scientifico porta inevitabilmente a una visione del mondo materialista. Ha rifiutato l'invito a tenere una conferenza sponsorizzata dalla John Templeton Foundation, perché non voleva dare l'impressione di sostenere la riconciliazione tra scienza e religione. Nel 2004, con Shadi Bartsch, ha tenuto un corso presso l'Università di Chicago sulla storia dell’ateismo.

## Pubblicazioni
- Sean Carroll, Spacetime and Geometry: An Introduction to General Relativity, 2003, ISBN 0-8053-8732-3.
- Sean Carroll, From Eternity To Here: The Quest for the Ultimate Theory of Time, 2010, ISBN 0-525-95133-4. Affronta un problema aperto fondamentale in fisica: la freccia del tempo.
- Sean Carroll, The Particle at the End of the Universe: How the Hunt for the Higgs Boson Leads Us to the Edge of a New World, 2012, ISBN 0-525-95359-0. Descrive la ricerca e la scoperta del bosone di Higgs al Large Hadron Collider presso il CERN e nel 2013 fu il vincitore del Royal Society Winton Prize for Science Books.[6]
- Sean Carroll, The Big Picture: On the Origins of Life, Meaning, and the Universe Itself, 2016, ISBN 0-525-95482-1. Viene introdotto il concetto di naturalismo poetico.
- Sean Caroll, Qualcosa di nascosto a fondo : i mondi quantistici e l'emergere dello spaziotempo, Einaudi, 2020, ISBN 978-88-06-24577-1, OCLC 1198523949. Traduzione di Daniele A. Gewurz.
- Sean Carroll, Spazio, tempo, movimento. Le leggi fondamentali dell’universo. Milano, Raffaello Cortina, 2024.
- Elenco delle pubblicazioni, dalla libreria digitale INSPIRE-HEP.